# Pistolet Accu-Tek AT-380 II
Accu-Tek AT-380 II – współczesny, amerykański pistolet samopowtarzalny.

## Opis
Accu-Tek AT-380 II jest bronią samopowtarzalną. Zasada działania automatyki oparta na odrzucie zamka swobodnego. Bezpiecznik nastawny znajduje się na lewej stronie zamka.
AT-380 II jest zasilany ze wymiennego, jednorzędowego magazynka pudełkowego o pojemności 6 naboi, umieszczonego w chwycie. Zatrzask magazynka znajduje się w dolnej części chwytu.
Lufa gwintowana.
Przyrządy celownicze mechaniczne, stałe (muszka i szczerbinka). Pistolet AT-380 II jest wykonany ze stali nierdzewnej. Okładki chwytu z tworzywa sztucznego.